# Würmtalbote
Der Würmtalbote  war eine von 1880 bis 1987 in Pasing (1938 nach München eingemeindet) verlegte Tageszeitung.
Die Erstausgabe erschien im September 1880 als Wochenzeitung am Samstag. Als Pasing 1905 zur Stadt erhoben wurde, wurde der Würmtalbote amtliches Mitteilungsblatt. Im Frühjahr 1987 wurde die Zeitung eingestellt.
Nach dem Zweiten Weltkrieg bezog der Würmtalbote seinen Mantelteil von der Genossenschaft Bayerischer Heimatzeitungsverleger (BHZ). Die Zeitung erschien nun dreimal pro Woche. 1967 betrug die Auflage 2900 Exemplare.
Ein bekannter Journalist war unter anderem Dagobert Lindlau.